# 许立文
许立文，又名本雅明·塞蒂亚万（1933年—），印度尼西亚商人，卡尔贝制药公司创始人。2016年福布斯印尼十大富豪排名榜中，许立文财团排名第8。

## 生平
出生于1933年，毕业于印度尼西亚大学和加利福尼亚大学。1966年9月10日，联合6位合伙人共同成立了卡尔贝制药公司。